# Лос-Вільярес
Лос-Вільярес (ісп. Los Villares) — муніципалітет в Іспанії, у складі автономної спільноти Андалусія, у провінції Хаен. Населення — 5819 осіб (2010).
Муніципалітет розташований на відстані близько 300 км на південь від Мадрида, 9 км на південь від Хаена.

## Демографія
Динаміка населення (INE ):

## Галерея зображень

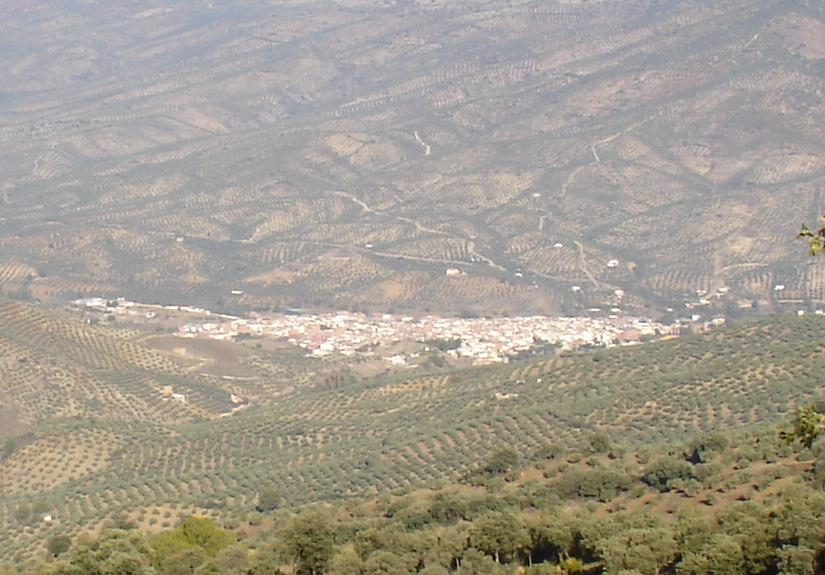
Лос-Вільярес